# أشلي هيوسون
أشلي هيوسون (بالإنجليزية: Ashleigh Hewson)‏ هي لاعبة اتحاد الرغبي أسترالية، ولدت في 18 ديسمبر 1979.